# Fundación Bancaria “la Caixa”
Die Fundación Bancaria “la Caixa” mit Sitz in Valencia ist eine gemeinnützige spanische Stiftung mit umfangreichen Bank-, Industrie- und Immobilienbeteiligungen. Die Stiftung ist der Rechtsnachfolger der ehemaligen Sparkasse “la Caixa” (katal. la caixa dt. ‚die Kasse‘, vollständiger Name: katal. Caixa d’Estalvis i Pensions de Barcelona dt.‚ Spar- und Pensionskasse von Barcelona‘); im Zuge einer Restrukturierung wurde 2011 das gesamte Bankgeschäft an die börsennotierte Caixabank übertragen, an der die Stiftung heute 40 % hält. Caixabank ist die größte Privatkundenbank Spaniens.

## Geschichte

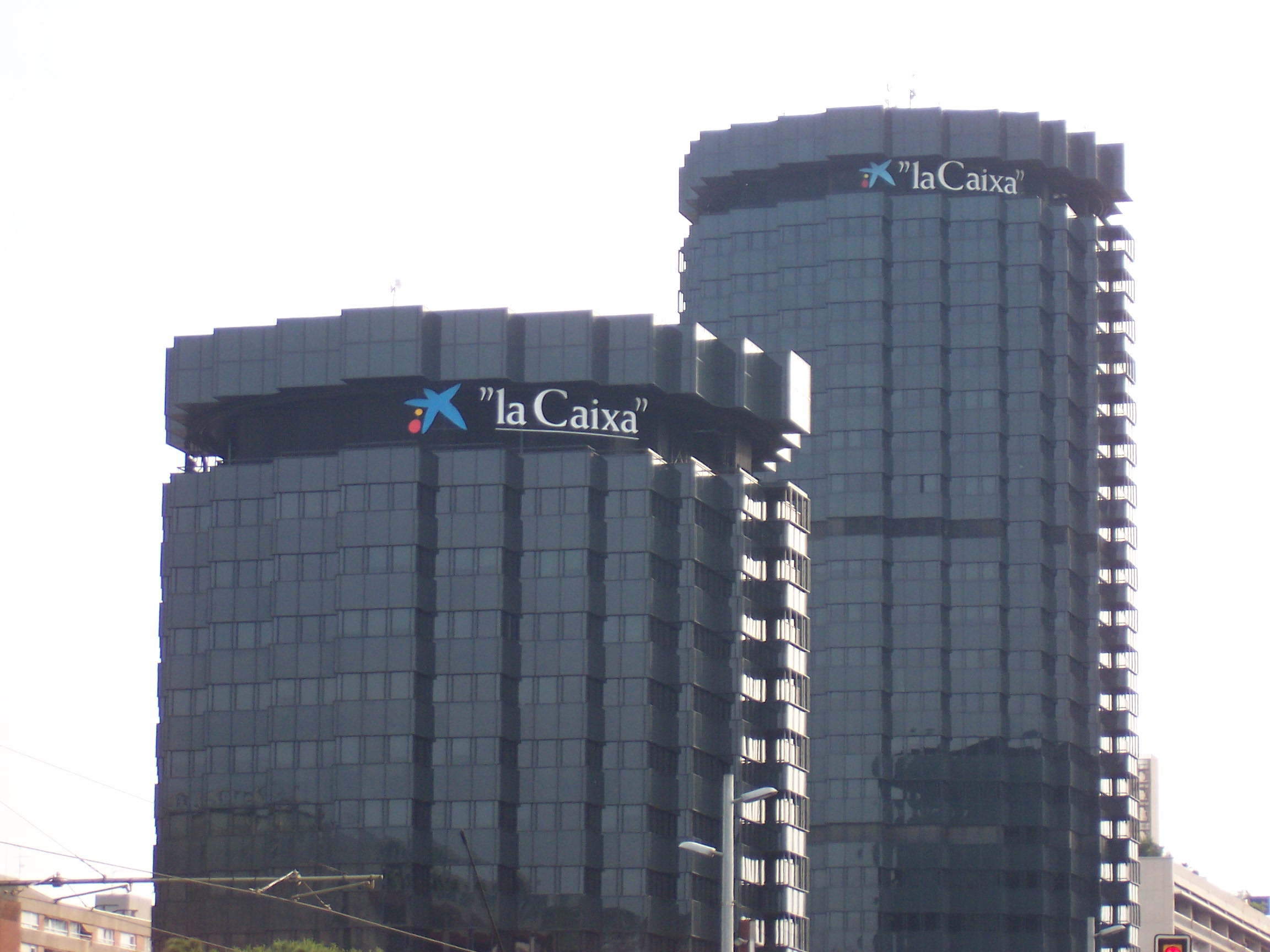
Hauptverwaltungsgebäude von CaixaBank in Barcelona auf der westlichen Seite der Avinguda Diagonal

Das Vorgängerinstitut, die ‚Pensions-, Alters- und Sparkasse für Katalonien und die Balearen‘ (Caixa de Pensions per a la Vellesa i d’Estalvis de Catalunya i Balears bzw. Caja de Pensiones para la Vejez y de Ahorros de Cataluña y Baleares) wurde am 5. April 1904 von dem Rechtsanwalt Francesc Moragas mit dem Ziel gegründet, bessere Bedingungen für die Anlage von Ersparnissen und Pensionsgeldern zu schaffen. 1990 kam es zum Zusammenschluss mit der 1844 gegründeten Spar- und Darlehenskasse Barcelona‘ (Caixa d’Estalvis i Mont de Pietat de Barcelona bzw. Caja de Ahorros y Monte de Piedad de Barcelona), der ältesten katalanischen Sparkasse.
Politisch galt die Caixa als den spanischen Sozialisten (PSOE) nahestehend, während ihre Hauptkonkurrentin, die frühere Caja Madrid (im Zuge der spanischen Bankenkrise in der später verstaatlichten Bankia aufgegangen), von der konservativen spanischen Volkspartei (PP) dominiert war.
2007 wurde die Investmentgesellschaft der Caixa, Criteria CaixaCorp, die umfangreiche Beteiligungen in Industrie und Immobilien hielt (darunter Beteiligungen an Abertis, Gas Natural, Suez) in Madrid an die Börse gebracht, um Kapitalbeschaffung für weiteres Wachstum im Bankgeschäft zu ermöglichen. Die Caixa war zu diesem Zeitpunkt das drittgrößte Kreditinstitut Spaniens und die größte Sparkasse Europas. Im Zuge einer tiefgreifenden Restrukturierung wurde 2011 dann das gesamte operative Bank- und Versicherungsgeschäft, sowie alle Bank- und Versicherungsbeteiligungen der Caixa an die börsennotierte Criteria CaixaCorp übertragen und diese in Caixabank umbenannt; gleichzeitig wurden die Industriebeteiligungen und das Immobilienportefeuille der ehemaligen Criteria CaixaCorp ausgelagert und in einer neuen Holding, CriteriaCaixa, zusammengefasst. Die Stiftung hielt zunächst 76 % an der Caixabank, hat aber ihren Anteil bei mehrfachen Kapitalmaßnahmen auf heute 40 % (Stand Sommer 2017) verwässern lassen und hält nicht mehr die Mehrheit im Verwaltungsrat der Caixabank.
Anfang Oktober 2017 entschied die Stiftung, ihren Sitz nach Palma de Mallorca zu verlegen, nachdem erhebliche rechtliche Unsicherheiten im Zuge des katalanischen Unabhängigkeitsreferendums drohten; gleichzeitig verlegten Caixabank ihren Sitz nach Valencia und Criteriacaixa ebenfalls nach Palma de Mallorca.

## Kultur und Gesellschaft
Die gemeinnützige Tätigkeit der Stiftung erfolgt über die Obra Social "la Caixa"; es ist einer der Hauptakteure im Kulturleben Spaniens. Mit einem Jahresetat von 500 Millionen Euro (2008) zählt diese als eine der fünf bestdotierten Stiftungen der Welt. Drei Fünftel des Budgets werden für soziale Belange aufgewendet, je etwa 80 Millionen gehen in die Bereiche Forschung, Umwelt und Kultur. Und wie sich das von Joan Miró geschaffene Firmenlogo der la Caixa von ihrem Hauptsitz Barcelona aus über ganz Spanien verbreitet hat, so expandiert la Caixa auch als Kunstinstitution wie zum Beispiel in Museen, Auditorien und Konferenzzentren, die in zahlreichen spanischen Städten als CaixaForum bekannt sind mit einer breiten Palette von Aktivitäten für die Öffentlichkeit, von der Musik und bildenden Kunst bis zu sozialen Programmen, Bildungs- und Geisteswissenschaften.